# ゴンサロ・ニコラス・マルティネス
ピティ・マルティネス（Pity Martínez）ことゴンサロ・ニコラス・マルティネス（Gonzalo Nicolás Martínez、1993年6月13日 - ）は、アルゼンチン、メンドーサ州グアイマレン出身のサッカー選手。アルゼンチン代表。プリメーラ・ディビシオン・CAリーベル・プレート所属。ポジションはミッドフィールダー。

## 経歴

### クラブ

#### CAリーベル・プレート
2015年、アルゼンチンのCAリーベル・プレートへ完全移籍した。2018年コパ・リベルタドーレス決勝第2戦では3-1と試合を決定的なものとするゴールを決め、ライバルチームであるボカを下しての優勝に貢献した。

#### アトランタ・ユナイテッドFC
2019年1月、MLSのアトランタ・ユナイテッドFCに完全移籍で加入した。

#### アル・ナスル
2020年9月7日、サウジ・プロフェッショナルリーグのアル・ナスルFCに移籍した。

#### CAリーベル・プレート
2023年8月25日、アルゼンチンのCAリーベル・プレートへ完全移籍で復帰した。